# Expedição Humboldt
A Expedição Humboldt foi organizada pela UnB para o ano de 2000, em comemoração aos 200 anos da expedição de Alexander von Humboldt à Venezuela, pelo rio Orinoco, em 1799. Percorreu aproximadamente 10000 quilômetros através dos rios amazônicos do Brasil e da Venezuela, realizando aquilo que o explorador não conseguiu devido à proibição de sua entrada no Brasil pelas autoridades brasileiras.
Fizeram parte desta expedição 49 cientistas da Universidade de Brasília (UnB), da Universidad Simon Bolívar (Venezuela) e de outras instituições de pesquisas brasileiras.